# Synagoge (Brandýs nad Labem)

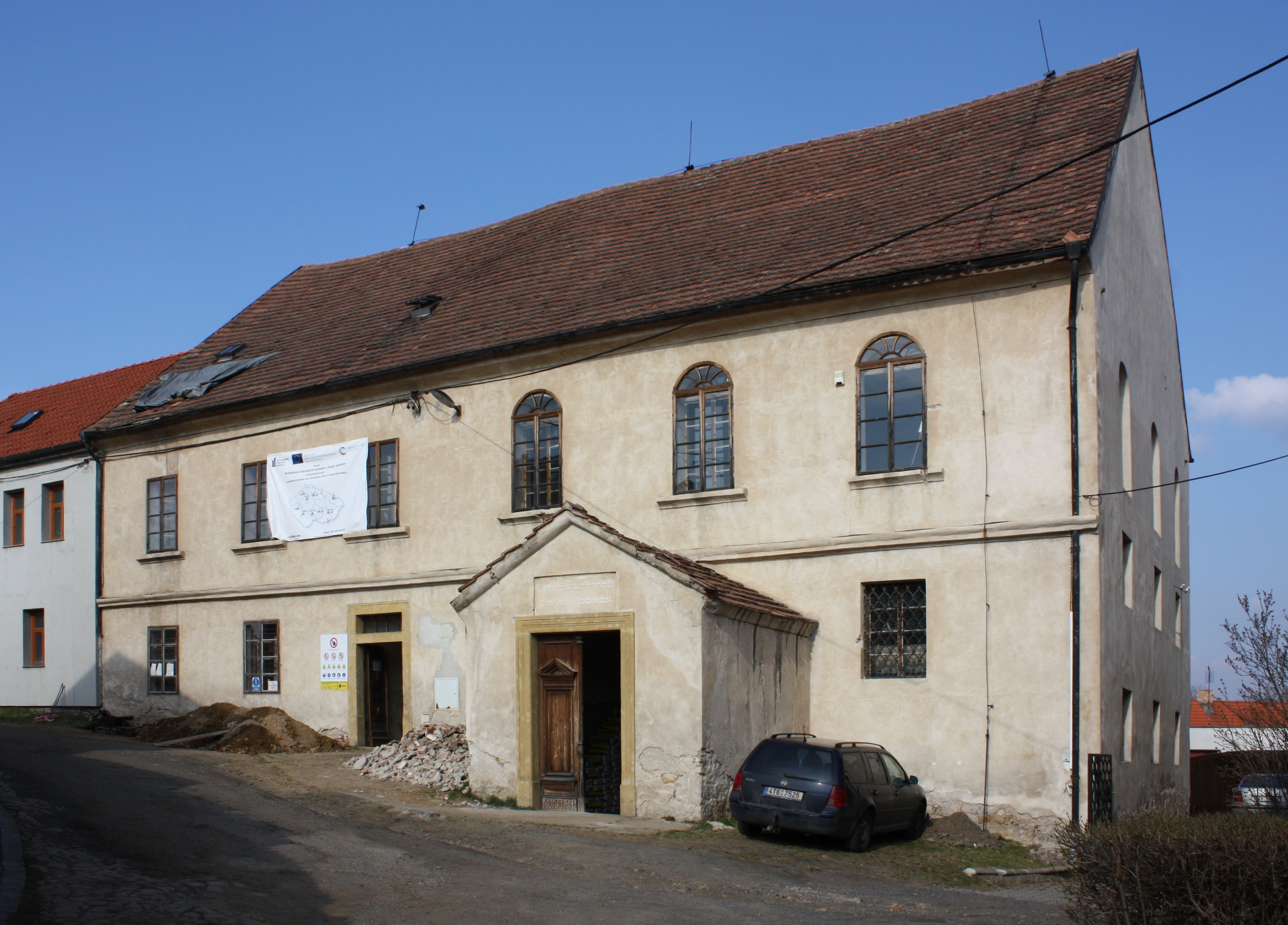
Synagoge in Brandýs nad Labem

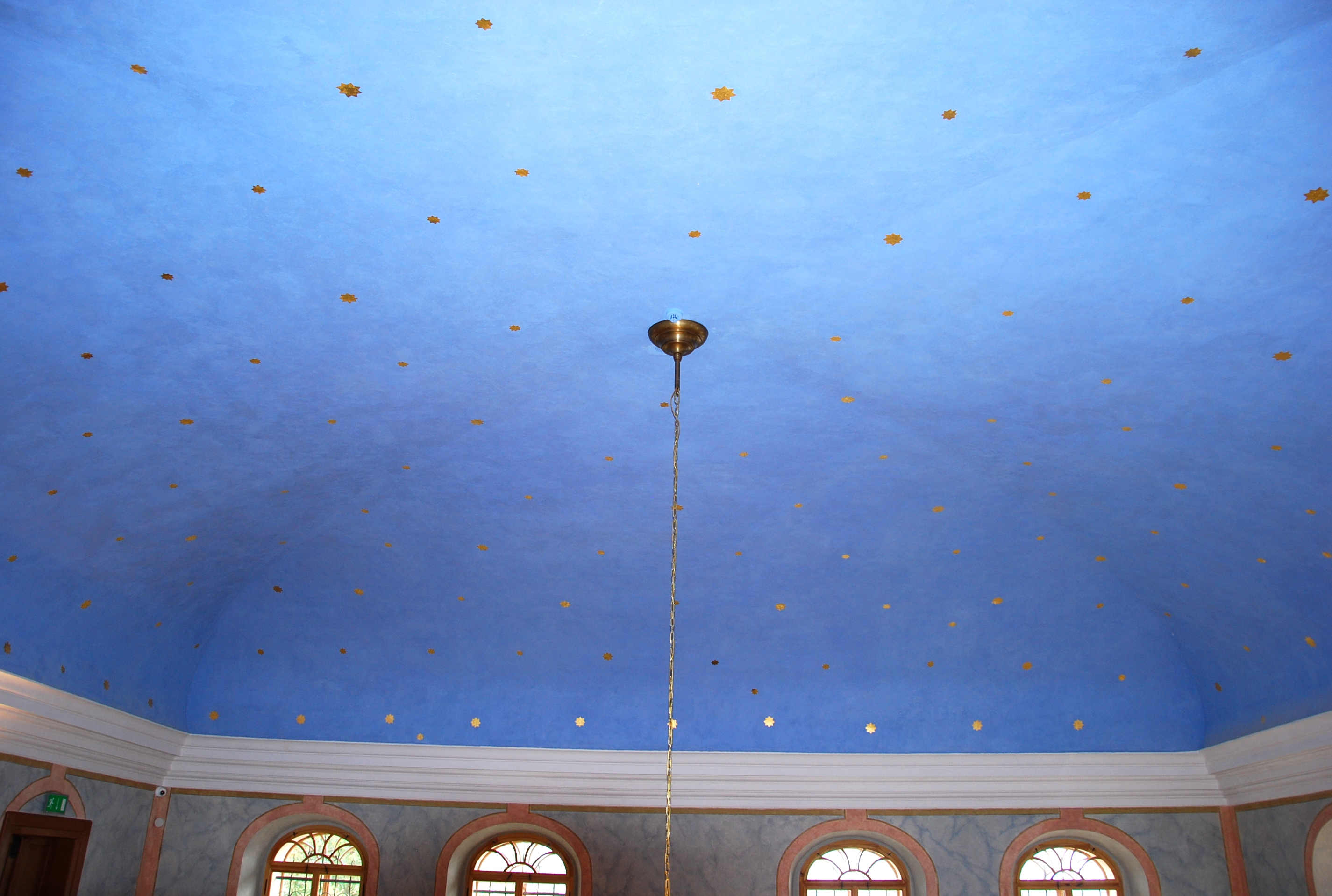
Decke mit Sternenhimmel

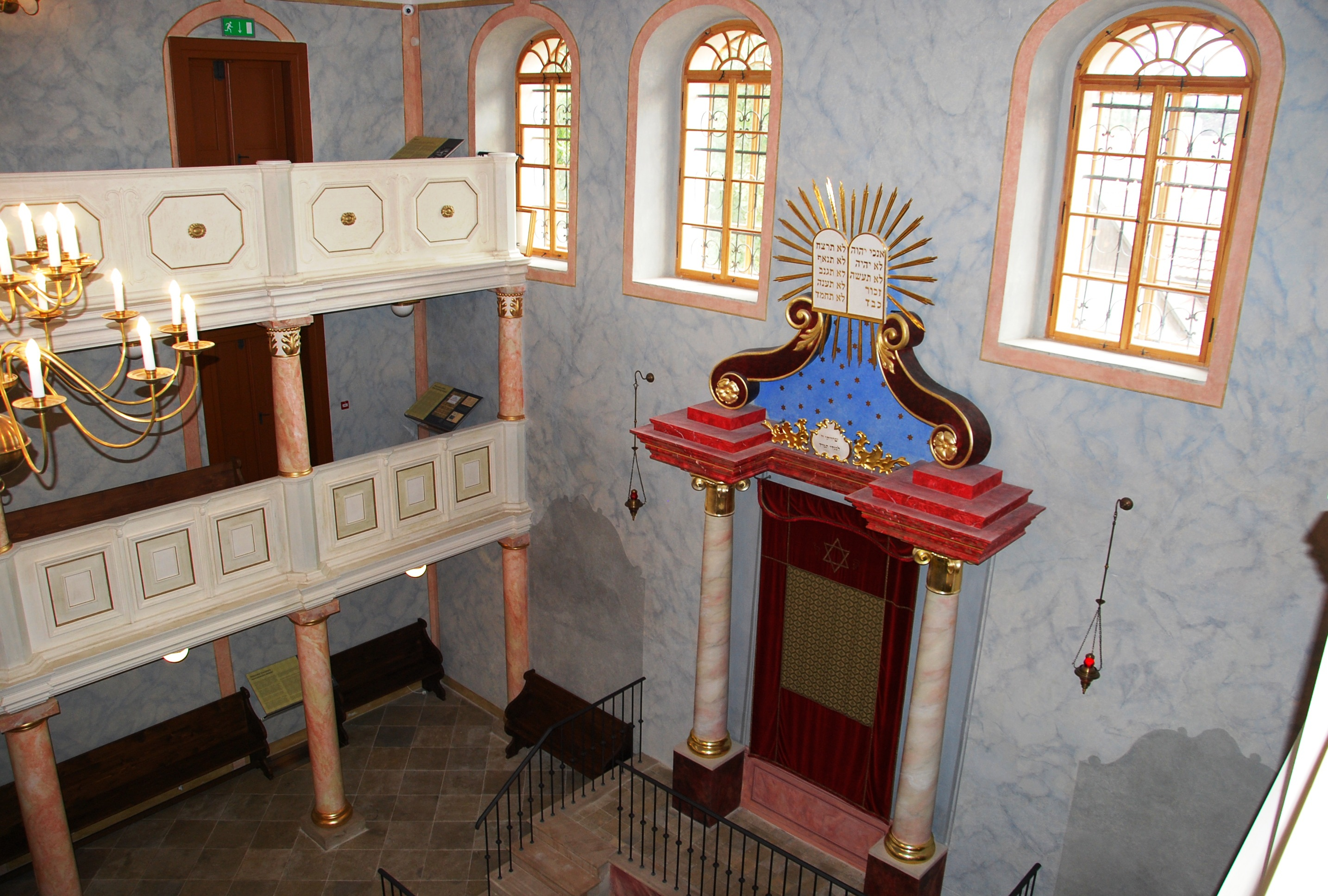
Blick von der Empore zum Toraschrein

Die Synagoge in Brandýs nad Labem (deutsch Brandeis an der Elbe), einem Stadtteil von Brandýs nad Labem-Stará Boleslav im Okres Praha-východ in Tschechien, wurde 1828/29 errichtet. Die Synagoge ist seit 1999 ein geschütztes Kulturdenkmal.

## Geschichte
An der Stelle älterer Synagogen, die bei Bränden in den Jahren 1787 und 1827 zerstört worden waren, wurde der Synagogenbau im klassizistischen Stil errichtet. Er dient heute als Museum.